# Ludwig VI. (Bayern)

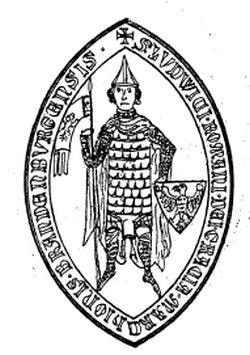
Die Kurfürsten von Brandenburg aus dem Haus Wittelsbach behielten die Siegel der Gründerdynastie – der Askanier grundsätzlich bei. Dies sollte die Legitimität der Nachfolge symbolisieren, ihre Stellung als Landesherren festigen. Sie führten aber auch neue Siegeltypen ein (Adlerschild-Sekret, Hofgerichtssiegel). Ausführliche Beschreibung des großen Siegels von Ludwig dem Römer →

Ludwig der Römer (* 7. Mai 1328 in Rom; † zwischen 11. November 1364 und 27. Februar 1365) war als Ludwig VI. von 1347 bis 1351 Herzog von (Ober-)Bayern und als Ludwig II. ab 1351 Markgraf von Brandenburg. Als Markgraf von Brandenburg wird er auch als Ludwig der Jüngere bezeichnet. 1356 wurde er zudem zum Kurfürsten und Erzkämmerer des Heiligen Römischen Reiches erhoben.

## Zeitgeschichtlicher Hintergrund
Mit Ludwigs Vater Ludwig IV. dem Bayern stellten die Wittelsbacher 1314 erstmals den römisch-deutschen König. Ludwig der Bayer, der sich erst nach langem Ringen gegen seinen Konkurrenten Friedrich den Schönen aus dem Hause Habsburg durchgesetzt hatte, baute die Hausmacht seiner Familie planvoll aus: Zusätzlich zu den angestammten Besitzungen in Bayern und der Pfalz erwarb er Brandenburg und Tirol sowie Holland, Seeland und den Hennegau. Nach seinem Tod 1347 fielen diese Gebiete an seine sechs Söhne Ludwig V. den Brandenburger, Stephan II., Ludwig VI. den Römer, Wilhelm I., Albrecht I. und Otto V.
Das Todesjahr Ludwigs IV., 1347, stellt einen Einschnitt in der Geschichte Europas dar. Der Schwarze Tod, eine Pestepidemie ungeahnten Ausmaßes, verbreitete sich auf dem ganzen Kontinent. Zu den verheerenden ökonomischen und demografischen Auswirkungen der Pest trat der 1337 ausgebrochene Hundertjährige Krieg zwischen England und Frankreich. Auch der Einfluss der Kirche, die sich 1378 im Avignonesischen Schisma für vier Jahrzehnte gespalten hatte, ging zurück. Wegen dieser Entwicklungen spricht man für die Zeit, in die Ludwig geboren wurde, auch von der Krise des Spätmittelalters.

## Leben

### Frühe Jahre
Ludwig der Römer war der erste Sohn aus der zweiten Ehe des römisch-deutschen Kaisers Ludwig des Bayern mit Margarete von Holland. Er wurde 1328 in Rom geboren, als sich seine Eltern wegen der Kaiserkrönung des Vaters dort aufhielten.
Am 7. September 1346 ordnete Ludwig der Bayer an, dass Margarethes zweiter Sohn Wilhelm seiner Mutter im Fall von deren Ableben in den Niederländischen Grafschaften nachfolgen solle, und dass nach Wilhelm, falls er kinderlos stürbe, Margarethes dritter Sohn Albrecht an die Reihe käme. Dafür verzichtete Ludwig der Römer als ältester Sohn Margarethes auf das Erbe seiner Mutter, die niederländischen Grafschaften, wobei die Hintergründe nicht geklärt sind. Ludwig dürfte aber schon früh dazu ausersehen gewesen sein, zusammen mit Ludwig dem Brandenburger die Belange des wittelsbachischen Hauses im Nordosten Deutschlands zu vertreten, denn bereits 1335 wurde er angesichts zunehmender Spannungen zwischen Ludwig dem Bayern und dem Luxemburger König Johann von Böhmen als Bräutigam der polnischen Prinzessin Elisabeth in Aussicht genommen. Seit seiner Verlobung mit deren Schwester Kunigunde – einer Tochter König Kasimirs III. von Polen, erhoffte Ludwig sogar die polnische Krone zu erlangen zu können. Spätere Erbansprüche in den Niederländischen Grafschaften konnte er gegen Wilhelm und Albrecht nicht mehr durchsetzen.

### Regierungsbeginn als Herzog von Bayern
Im Oktober 1347 starb Ludwig der Bayer und Ludwig der Römer folgte ihm gemeinsam mit seinen fünf Brüdern als Herzog von Bayern nach. Zunächst setzten die Brüder die Reichspolitik ihres Vaters fort. Erst im Februar 1350 erkannten auch die Wittelsbacher Karl IV. als neuen König an und verpflichteten sich ihm die Reichskleinodien auszuliefern.
Im Konflikt um die Herrschaft in Holland ab 1350 unterstützte Ludwig seine Mutter gegen Wilhelm, der jedoch als Sieger hervorging. Ludwig konnte sich jedoch den später mit Geld abgelösten Anspruch auf die Herrschaft Voorne und die Burggfschaft Seeland sichern.
Bei der Teilung des Herzogtums Bayern mit seinen Brüdern im Landsberger Vertrag 1349 erhielt er mit seinen Brüdern Ludwig V. und Otto Oberbayern. Im Dezember 1351 erhielt Ludwig im Luckauer Vertrag die Marken Brandenburg und Lausitz gemeinsam mit Otto, die Herrschaft über Oberbayern fiel im Gegenzug an den älteren Ludwig. Schon ab Herbst 1348 hatte Ludwig seinen älteren gleichnamigen Bruder im Konflikt um Brandenburg unterstützt, durch seinen Aufenthalt in Holland hatte sich die neue Machtaufteilung jedoch zuletzt noch verzögert. Vertraglich blieben Ludwig und Otto jedoch danach weiterhin in Oberbayern erbberechtigt.

### Markgraf und Kurfürst von Brandenburg
In der Mark zwang Ludwig den Falschen Woldemar mit der Zeit endgültig zum Verzicht auf Brandenburg, die hohe Verschuldung des Landes infolge der Kriegswirren der vorangegangenen Jahre führten jedoch dazu, dass Ludwig Teile der Mark verpfändete. Auch musste er endgültig auf brandenburgische Lehensrechte in Pommern und Mecklenburg verzichten. Gegen die alten Erbansprüche der Askanier konnte sich Ludwig mit Unterstützung seines Landeshauptmanns Friedrich von Lochen, einem süddeutschen Ritter, durchsetzen. Ludwig regierte in einer Zeit großer Rechtsunsicherheit und heftiger Fehden eines rebellierenden Adels, in dessen Abhängigkeit Ludwig zeitweise geriet, und die Mark Brandenburg verarmte zusehends.
Nachdem Bischof Heinrich von Banz 1354 mit Markgraf Ludwig eine Einigung über die Rückgabe des bischöflichen Besitzes erzielt hatte, erfolgte in Lebus nördlich der Burg der Bau eines neuen Doms und die Stadt wurde wieder zum Bischofssitz. Im selben Jahr erfolgte der endgültige Verzicht der Wittelsbacher auf die Oberlausitz mit Bautzen und Görlitz zu Gunsten Böhmens, also Karls IV. Erst 1355 fielen die letzten drei Städte, die noch zum Falschen Woldemar gehalten hatten, von diesem ab: Brandenburg-Altstadt, Brandenburg-Neustadt und Görzke.
Im Januar 1356 wurde Ludwig die Kurfürstenwürde sowie das Erzamt des Erzkämmerers bestätigt, die Kaiser Karl IV. durch die Goldene Bulle fest mit der Markgrafenwürde von Brandenburg verband. Dadurch wurden jedoch nur bereits lange bestehende Gegebenheiten offiziell festgeschrieben. Allerdings verschlechterte sich dadurch das Verhältnis Ludwigs zu seinen bayerischen Brüdern im Streit um die Kur weiter. Als sein Bruder Albrecht die Regentschaft an Stelle des erkrankten Wilhelms in den Niederlanden angenommen hatte, verzichtete Ludwig im Juni 1358 nach einem neuerlichen Familienzwist endgültig auf die Grafschaften. 1358 wurde Ludwig nach seiner Rückkehr aus den Niederlanden mit Unterstützung des Kaisers aus dem päpstlichen Bann befreit, in den die Söhne Ludwigs des Bayern geraten waren.
Nachdem seine Ehefrau Kunigunde 1357 gestorben war, heiratete er 1360 Ingeborg, eine Tochter Herzog Albrechts II. von Mecklenburg. 1360 wurde Ludwigs Bruder Otto mündig und offiziell an der Regierung beteiligt. Tatsächlich standen die Brüder dann seit Ende 1361 unter dem Einfluss des neuen Magdeburger Bischofs Dietrich von Portitz, der ein Gefolgsmann des Kaisers war und an Stelle der brandenburgischen Ritterschaft bald große Machtfülle gewann. Anders als zu Beginn seiner Regierung zeigte Ludwig immer weniger Tatkraft, und seine geschwächte Stellung in der Mark wirkte sich in der Folge für die Wittelsbachische Herrschaft in Brandenburg verhängnisvoll aus.
Um sich gegen seine bayerischen Brüder Stephan II. und Albrecht zu revanchieren, mit denen er wegen der Kur und danach wegen der bayerischen Erbfolge nach dem Tode seines Neffen Meinhard erneut in Streit geraten war, trat er im März 1363 zusammen mit seinem Bruder Otto anlässlich von dessen Verlobung mit einer Tochter des Kaisers in eine Erbverbrüderung mit Karl IV. ein, welche diesem nach seinem und Ottos kinderlosem Tode die Mark Brandenburg zusicherte. Ludwig ließ daraufhin die Brandenburger Stände dem Kaiser huldigen. Mit Unterstützung der oberbayerischen Stände hatte Stephan zuvor die Herrschaft in Oberbayern angetreten, obwohl dort nach den Wittelsbacher Verträgen nur die mittlerweile landfremd gewordenen Brüder Ludwig und Otto erbberechtigt waren. Karl IV. ließ ihnen jedoch trotz der Erbverbrüderung und gegenteiliger Versprechungen keine wirksame Hilfe zu Teil kommen. Am 8. Mai 1364 schloss Ludwig dann in Bautzen sogar ein Bündnis mit den österreichischen Habsburgern, die gegen Stephan II. um Tirol kämpften.
Als Ludwig im Alter von 36 Jahren starb, ohne Kinder hinterlassen zu haben, wurde sein Bruder Otto sein Nachfolger. Ludwig wurde wie seine erste Frau Kunigunde wohl im Grauen Kloster in Berlin beigesetzt. Das genaue Todesdatum ist nicht bekannt, genauso wenig wie Stiftungen die die Grablege belegen könnten. Womöglich kam der Tod des Kurfürsten jedoch sehr überraschend.

## Denkmal
Standbild Ludwigs von Emil Graf Görtz zu Schlitz in der Berliner Siegesallee mit den beiden Büsten Ritter Hasso der Rote von Wedel und Friedrich von Lochen, enthüllt am 14. November 1900 als Denkmalgruppe 11.